# Franziska Walser
Franziska Walser, född 23 mars 1952 i Stuttgart, Baden-Württemberg, är en tysk skådespelare. Hon är dotter till manusförfattaren Martin Walser och sambo med skådespelaren Edgar Selge.

## Filmografi (urval)
- 1977: Servus Bayern
- 1978: Deutschland im Herbst
- 1982: Bekenntnisse des Hochstaplers Felix Krull
- 1988: Der schöne Mann
- 1988: Einstweilen wird es Mittag
- 1991: Erfolg
- 1991: Derrick (Serie, eine Folge)
- 1992: Abgetrieben
- 1992: Der Affe Gottes
- 1997: Porträt eines Richters
- 1999: Die Rache der Carola Waas
- 2000: Fast ein Gentleman – Der Rotlichtphilosoph
- 2001: Suck My Dick
- 2001: Polizeiruf 110: Gelobtes Land
- 2001: Oh du Liebezeit
- 2002: Im Chaos der Gefühle
- 2002: Ich habe es nicht gewollt
- 2003: Verschwende deine Jugend
- 2004: Ich will laufen – Der Fall Dieter Baumann
- 2005: Der letzte Tanz
- 2005: Wilsberg: Schuld und Sünde
- 2005: Im Schwitzkasten
- 2007: Ohne einander
- 2007: Späte Aussicht
- 2007: Reine Geschmacksache
- 2007: Tatort: Unter uns
- 2008: Mein Mann, der Trinker
- 2009: Ein halbes Leben
- 2010: Ein Praktikant fürs Leben
- 2011: Lisas Fluch
- 2011: Der Duft von Holunder
- 2011: Engel der Gerechtigkeit
- 2014: Die Fremde und das Dorf
- 2014: Nie mehr wie immer